# Sclerodermus
Sclerodermus is een geslacht van vliesvleugelige insecten van de familie platkopwespen (Bethylidae).

## Soorten
- S. abdominalis Westwood, 1839
- S. brevicornis Kieffer, 1906
- S. cereicollis Kieffer, 1904
- S. concinnus Saunders, 1881
- S. cylindricus Westwood, 1839
- S. domesticus Klug, 1809
- S. ephippius Saunders, 1881
- S. fasciatus Westwood, 1839
- S. fonscolombei Westwood, 1881
- S. formiciformis Westwood, 1839
- S. fulvicornis Westwood, 1839
- S. fuscicornis Westwood, 1839
- S. fuscus (Nees, 1834)
- S. gracilis Saunders, 1881
- S. intermedius Westwood, 1839
- S. linearis Westwood, 1881
- S. minutus Westwood, 1839
- S. nitidus Westwood, 1839

- S. pedunculus Westwood, 1839
- S. piceus Westwood, 1839
- S. rufa (Foerster, 1850)
- S. rufescens (Nees, 1834)
- S. sidneyanus Westwood, 1874